# 23 1/2 Hours' Leave
23 1/2 Hours' Leave è un film muto del 1919 diretto da Henry King che, nei credit, figura anche come montatore. La sceneggiatura di Agnes Christine Johnston si basa su Twenty-three and a Half Hours' Leave, racconto di Mary Roberts Rinehart pubblicato su The Saturday Evening Post il 24 agosto 1918

## Produzione
Il film fu prodotto dalla Thomas H. Ince Corporation.

## Distribuzione
Il copyright del film, richiesto dalla Thomas H. Ince Corp., fu registrato il 6 ottobre 1919 con il numero LP14280.
Distribuito dalla Paramount Pictures e presentato da Thomas H. Ince, il film uscì nelle sale cinematografiche degli Stati Uniti il 16 novembre 1919 dopo essere stato presentato in prima a New York il 26 ottobre 1919.
Non si conoscono copie ancora esistenti della pellicola che viene considerata presumibilmente perduta.